# Alfonso Jones
Alfonso Jones, född 8 mars 1951, är en mexikansk bågskytt. Han deltog vid olympiska sommarspelen 1972.